# Peyrusse-Vieille
Peyrusse-Vieille is een gemeente in het Franse departement Gers (regio Occitanie) en telt 68 inwoners (2009). De plaats maakt deel uit van het arrondissement Mirande.

## Geografie
De oppervlakte van Peyrusse-Vieille bedraagt 11,0 km², de bevolkingsdichtheid is dus 6,2 inwoners per km².
De onderstaande kaart toont de ligging van Peyrusse-Vieille met de belangrijkste infrastructuur en aangrenzende gemeenten.

## Demografie
Onderstaande figuur toont het verloop van het inwonertal (bron: INSEE-tellingen).